# Congregação dos Missionários Sacramentinos de Nossa Senhora
A Congregação dos Missionários Sacramentinos de Nossa Senhora (SDN) é uma instituição religiosa católica fundada pelo pelo Padre Júlio Maria de Lombaerde em 25 de março de 1929 na cidade de Manhumirim, Estado de Minas Gerais, sob a orientação espiritual e incentivo do primeiro Bispo de Diocese de Caratinga Dom Carloto Fernandes da Silva Távora. Foi a primeira Congregação religiosa masculina do Brasil.